# Penal Laws
Als sog. penal laws (irisch Na Péindlíthe) wurde eine Reihe von Gesetzen zur Unterdrückung der katholischen Mehrheit in Irland während des 17. und des beginnenden 18. Jahrhunderts bezeichnet. Teilweise wurden auch nonkonformistische Protestanten (sog. Dissenters) der Gesetzgebung unterworfen. Die Gesetze sollten dem protestantischen Adel das Eigentum und den Zugang zu öffentlichen Ämtern sichern. Profitieren sollten all diejenigen, die sich der Suprematsakte unterwarfen. Damit waren alle ausgeschlossen, die die geistliche Herrschaft des Papstes oder aber auch dem Vertreter des Hauses Stuart, James Francis Edward Stuart, der von Ludwig XIV. protegiert wurde, die Treue hielten.
Zu den Penal Laws gehörten der Education Act von 1695, der Banishment Act von 1697, der Registration Act 1704, die Popery Acts von 1704 und 1709 sowie der Disenfranchising Act von 1728. Ab 1771 wurden die Penal Laws wieder durch die Catholic Relief Acts zurückgenommen, weil die britische Krone Bündnisse gegen Frankreich auch mit katholischen Herrschern suchte. Die letzte Unterdrückungsklausel, die Voraussetzung, dass ein Mitglied des Parlaments des Vereinigten Königreichs sich der Suprematsakte zu unterwerfen hatte, fiel 1829. Während des Irischen Unabhängigkeitskrieges trat nach 1920 der sog. Government of Ireland Act in Kraft, der noch sämtliche bestehenden Auflagen aufhob.
Edmund Burke bezeichnete die Penal Laws als ausgetüfteltes Instrumentarium zur Unterdrückung, Verarmung und Erniedrigung eines Volkes unter gleichzeitigem Entzug der Menschenwürde, wie sie nur der pervertierten Erfindungsgabe des Menschen selbst entsprungen sein könnte („a machine of wise and elaborate contrivance, as well fitted for the oppression, impoverishment and degradation of a people, and the debasement in them of human nature itself, as ever proceeded from the perverted ingenuity of man.“)
Trotz des Gesetzesbeschlusses wurden die Gesetze anfänglich durch die Krone nur sehr zurückhaltend durchgesetzt. Man benötigte die Unterstützung der oberen katholischen Schichten, um die gälischen Aufstände aus dem Neunjährigen Krieg (1594–1603) endgültig zu beseitigen. Daneben waren Teile des katholischen Adels normannischer Abstammung und damit der englischen Herrschaft positiv gegenüber eingestellt. Jakob I. musste die Schaffung der ersten Penal Laws hinnehmen. 1605 kam es zum sog. Gunpowder Plot: Die Enttäuschung katholischer Engländer über die nicht gewährte Gleichwertigkeit des katholischen Glaubens mündete in der Verschwörung, das House of Parliament in die Luft zu sprengen. Das Scheitern der Verschwörung beschleunigte stattdessen die Unterdrückung durch die drakonische Gesetzgebung.
Ab 1607 durften Katholiken kein öffentliches Amt mehr antreten oder in der irischen Armee dienen. Das Irish Privy Council und die übrige irische Regierung musste sich daher fortan aus Anglikanern zusammensetzen. Ab 1613 wurde eine Mehrheit der Sitze im Irish House of Commons für die protestantischen Landbesitzer vorgesehen. Daneben mussten Katholiken Strafen zahlen, wenn sie wiederholt nicht an den anglikanischen Gottesdiensten teilnahmen. Katholische Gottesdienste hingegen waren geduldet, wenn sie nicht öffentlich stattfanden. Die katholischen Bischöfe mussten im Geheimen agieren. 1634 wurden den Katholiken Zugeständnisse versprochen. Das katholisch dominierte Irish House of Lords stimmte sodann für eine Steuerreform zugunsten der Herrschaft Karl I. (der mit der Katholikin Henrietta Maria von Frankreich verheiratet war), weil man überzeugt war, dass dann die Gesetzgebung wieder aufgehoben würde. Als der sog. Vizekönig in Irland sich aber weigerte zwei der 51 Zugeständnisse umzusetzen, blockierte die katholische Mehrheit im Oberhaus alle weiteren Gesetze.
1641 gelang es infolge der Irischen Rebellion, ein konföderiertes Irland mit Unterstützung des Papstes zu schaffen. Mit der Eroberung Irlands durch Cromwell 1649–1653 war die Emanzipation bereits bald wieder beendet. Der Act of Settlement von 1652 schloss Katholiken vom Parlament aus. Ein Großteil der Landbesitzer verloren ihr Eigentum durch den Adventurers’ Act von 1640. Kleriker wurden aus dem Land vertrieben oder sahen sich einer sofortigen Hinrichtung bedroht. Katholische Gottesdienste mussten an den sog. Mass Rocks (irisch: Carraig an Aifrinn; zu deutsch: Messestein) stattfinden. 1666 protestierten 49 Katholiken im County Roscommon mit einem Schreiben, dass sie der ihnen gebührenden Freiheiten beraubt worden seien. Der Priester Connor Reynolds of Jamestown aus County Leitrim lebte in Spanien im Exil seit 1681. Als er 1713 versteckt auf einem Fischerboot zurückkehrte, konnte er bei Dungarvan festgenommen und im Gefängnis vom Waterford eingekerkert werden. 17 katholische Märtyrer wurden 1992 selig gesprochen.

## 1660–1693
Nach der Restauration in Irland nahm Karl II. einen Großteil der Gesetze unter der Erklärung von Breda 1660 zurück, soweit es den Gottesdienst und das Eigentumsrecht betraf.
Nach dem Edikt von Fontainebleau, der Untersagung protestantischer Gottesdienste und der Ausweisung der Hugenotten aus Frankreich ab 1685 floh Jakob II. nach der Glorious Revolution 1688 nach Irland. Das katholisch dominierte Patriotische Parlament von 1688–1689 in Dublin hob die Siedlungsvorhaben auf. Das änderte sich aber wieder, als der Wilhelmitische Krieg von 1689–91 verloren ging und Wilhelm von Oranien die Führung übernahm.
Mit dem Vertrag von Limerick, unterzeichnet von Patrick Sarsfield und Godert de Ginkell, 1. Earl of Athlone im Oktober 1691 wurde in Artikel 1 festgelegt:
The Roman Catholics of this kingdom shall enjoy such privileges in the exercise of their religion as are consistent with the laws of Ireland, or as they did enjoy in the reign of king Charles the second: and their majesties, as soon as their affairs will permit them to summon a parliament in this kingdom, will endeavour to procure the said Roman Catholics such farther security in that particular, as may preserve them from any disturbance upon the account of their said religion.
Weiter heißt es, dass der Treueeid zwingende Voraussetzung für die Wahrnehmung der Rechte aus dem ersten Artikel war.
Die Gelegenheit war günstig, weil der Heilige Stuhl Wilhelm von Oranien und seine Verbündeten gegen Frankreich unterstützten. Das Ergebnis der Schlacht am Boyne 1690 wurde im Vatikan gefeiert. Aber bereits 1693 wechselte der Papst die Seiten und unterstützte nunmehr Jakob gegen Wilhelm. Die zunächst durch Wilhelm gewährte Toleranz schlug in Feindschaft um.
Die Folge war die sog. Ascendants rule ab 1696. Religiöse, politische und ökonomische Aktivitäten der Katholiken wurden durch harte Gesetze während des Spanischen Erbfolgekrieges unterbunden. Jakob Stuart, Sohn Jakobs II., wurde vom Heiligen Stuhl als rechtmäßiger König von Großbritannien und Irland bis zu dessen Tod 1766 anerkannt. Katholiken mussten ihn unterstützen.
Folgende Penal Laws wurden u. a. erlassen:
- Ausschluss der Katholiken von nahezu allen öffentlichen Ämtern ab 1607, Presbyterianer wurden ab 1707 ausgeschlossen.
- Heiraten zwischen Katholiken und Protestanten wurden bis 1778 verboten
- Presbyterianische Heiraten wurden vom Staat nicht anerkannt.
- Katholiken durften bis 1793 weder Feuerwaffen führen noch in der Armee dienen.
- Die Anerkennung der Suprematsakte durch Eid erlaubte ab 1652 den Sitz im irischen Parlament (ab 1652, 1662–1691 eingeschränkt, von 1691 bis 1829 erneuert)
- Bis 1793 (teilweise bis 1829) durften keine Rechtsberufe ausgeübt werden (weder Anwalt noch Richter)
- Unterricht durch das Ausland / durch Ausländer blieben bis 1782 verboten.
- Am Trinity College Dublin durften bis 1793 keine Katholiken oder protestantische Abweichler studieren.
- Beim Tod eines Katholiken konnte sein Erbe durch den Übertritt zur Kirche von Irland begünstigt werden;
- Konvertieren vom Protestantismus zum Katholizismus bedeutete den Verlust des gesamten Eigentums und den Verlust der Freiheit nach Belieben des Königs.
- Katholiken durften bis 1778 Land nur für eine Dauer von maximal 31 Jahren pachten.
- Katholiken durften von Protestanten kein Land erben.
- Katholiken durften kein Pferd im Wert von mehr als £ 5 besitzen.
- Katholische Laienpriester mussten sich unter dem ‘‘Registration Act‘‘ von 1704 für ihre Predigten registrieren lassen. Bis 1778 waren Priester und Bischöfe ausgeschlossen.
- Katholische Kirchen durften nur aus Holz, nicht aus Stein, abseits der wichtigen Straßen gebaut werden
- Der Unterricht durch einen Katholiken wurde mit einer Buße von bis zu £ 20 oder drei Monate Gefängnis geahndet. Das Gesetz wurde 1782 aufgehoben.

Umstritten ist unter Historikern, wie der Vollzug der Gesetze erfolgte. Nach übereinstimmender Auffassung aber zeigten sich einige lokale Autoritäten in der Handhabung eher liberal, während andere erbarmungslos das Gesetz vollzogen.

## Aufhebung der Gesetze
Mit dem Jahr 1758 – noch vor dem Tod Jakobs III. – bemühten sich katholische Adlige und Kaufleute um Arrangements mit der hannoverschen Krone, die mittlerweile das Königreich führte. Ziel war es, die Penal Laws einzuschränken. Dies konnte nur zögerlich geschehen, nachdem ein Versuch 1727 an den Widerständen der Jakobiten gescheitert war. 1760 gelang es den Katholiken unter Lord Trimlestown, Lord Kenmare und Charles O’Conor of Belanagare, liberale Protestanten von der Reformbedürftigkeit zu überzeugen. Äußere Faktoren wie der Siebenjährige Krieg, der Tod Jakobs III. 1766 und die Zurückdrängung der Jesuiten durch die europäischen katholischen Monarchen begünstigten die Situation.
Mit dem Tod Jakobs III. erkannte der Heilige Stuhl das Haus Hannover 1766 als rechtmäßig an. Damit wurde der Prozess zur Aufhebung der Penal Laws angestoßen. Es kam zu den sog. ‘‘Catholic Relief Acts von 1771 und 1778. Die langsame Aufhebung blieb jedoch eine Kontroverse.

### The Catholic Committee and the Back Lane Parliament
1773 kamen auf Einladung Lord Kenmares bekannte Katholiken, insbesondere Adlige und Bischöfe, nach Dublin. Als Treuebezeugnis unterstützten sie die Aushebung irischer Truppen für den Krieg in den amerikanischen Kolonien und die Unterdrückung der Landproteste.
Mit Unterstützung von Edmund Burke, der sich 1764 kritisch mit den Penal Laws auseinandergesetzt hatte, veränderte sich die Situation. Der Irish Act von 1774 erlaubte jeder Person, gleich welcher Überzeugung, Georg III. seine Treue zu schwören. Und ergänzend erlaubte der Catholic Relief Act von 1778 den Katholiken einen modifizierten Treueid zu schwören, ohne die Autorität des Papstes auf geistlicher Ebene zu unterlaufen, Land zu erwerben und in die Armee einzutreten. 1782 kam es zur nächsten Liberalisierung: Das irische Parlament akzeptierte nun die Tolerierung des katholischen Gottesdienstes und hob den Emigrationszwang katholischer Bischöfe auf. Katholiken durften nunmehr ein Pferd mit einem Wert von bis zu £ 5 besitzen und mit Erlaubnis des protestantischen Bischofs eigene Schulen eröffnen.
Nach der Wahl im Februar 1791 forderten die Iren im Lichte der Französischen Revolution die weitere Aufhebung der Penal Laws.
Aufgrund der Spannungen mit der jungen Französischen Republik wollte sich London die Loyalität der Katholiken in Irland sichern. Insoweit wurden weitere Lockerungen angestrebt. 1793 wurde den Katholiken gestattet, Abschlüsse am Trinity College zu erhalten, als Gerichtsjuristen (barristers) zu arbeiten, in die Offiziersränge der Armee aufzusteigen und Waffen zu tragen.
Tatsächlich entstand dagegen ein protestantischer Widerstand.
Im Februar 1793 erfolgte die Kriegserklärung Frankreichs an Großbritannien und Irland. Der britischen Regierung kam dabei der aggressive Antiklerikalismus der Französischen Republik zugute. William Fitzwilliam, 4. Earl Fitzwilliam war als Vizekönig jedoch 1795 zurückgerufen worden, als er den Treueeid modifizieren und den Zugang der Katholiken zum Parlament erleichtern wollte.

### Aufstand von 1798 und der Act of Union 1800
Die United Irishmen versprachen den Einwohnern Irlands zivile und geistliche Gleichstellung. Es kam unter der Führung zu Aufständen im Sommer 1798. Mit der Unterdrückung dieser Aufstände wurden in London Pläne unter Führung des „Chief Secretary for Ireland“, Robert Stewart, Viscount Castlereagh, geschmiedet, Irland in ein Vereinigtes Königreich zu inkorporieren. Dadurch sollten die Katholiken in die Minderheit in einem einheitlichen Königreich gedrängt, ihre Benachteiligung perpetuiert und das Land befriedet werden. Die Folge war, dass die Emanzipation der irischen Katholiken mit den Protestanten im Act of Union 1800 gegen das widerständige Parlament in Dublin zurückgefahren wurde. Die irische Souveränität endete damit.

## Bis zur Emanzipation 1829

### Daniel O’Connell
1808 bildete sich ein Zusammenschluss der „Emanzipationssympathisanten“ („friends of emancipation“), unter anderem unter dem Einfluss von Henry Grattan. Die britische Krone behielt sich das Recht vor, die Einsetzung katholischer Bischöfe zu bestätigen. Dagegen rührte sich der Widerstand, auch wenn der Vatikan dieses Vorgehen akzeptierte. Schließlich führte Daniel O’Connell den Protest an, der sich auch allen päpstlichen Ermahnungen widersetzte. Irische Katholiken sollten gegen diese Einmischung aufbegehren.
Kompromisse akzeptierte O’Connell nicht. Ab 1823 nahm die Kampagne Fahrt auf. Priester in den Gemeinden nahmen unter dem Begriff der „Catholic rent“ einen Penny entgegen. Die Gemeinschaft konnte sich dadurch auch unter den ärmeren Bevölkerungsschichten etablieren und eine beträchtliche Geldressource allozieren. O’Connell gelang es mehr als 100.000 Menschen auf die Straße zu bringen und Kandidaten zu finanzieren, die gegen die Landbesitzer um Parlamentssitze rangen.

### Catholic Relief Act von 1829
1828 gelang es O’Connell schließlich, ein britisches Kabinettsmitglied in der Wahl im County Clare zu besiegen. Sein Erfolg als erster Katholik seit 1688 wieder in Westminster einzuziehen, führte erneut zur Diskussion um den Treueeid gegenüber der Krone. Der Premierminister Arthur Wellesley, 1. Duke of Wellington, brachte, um keinen Bürgerkrieg zu provozieren, den Catholic Relief Act von 1829 auf den Weg. Ein Sitz im Unterhaus wurde nicht mehr durch Wahlkreise mit 216.000, sondern durch 37.000 Stimmen bestimmt.
Real führte die sog. Emanzipation nicht zu einer Erhöhung des Wohlstands in Irland. Alexis de Tocqueville berichtete von einem Besuch in Irland im Jahr 1835, dass die geringen Flächen für eine Landwirtschaft wenig geeignet seien. Die Abhängigkeit von der protestantischen Church of Ireland würde weiterhin ein autonomes Handeln verhindern. O’Connell behinderte sogar 1838 den Wunsch einiger Landbesitzer, die anglikanischen Vorbehalte weiter zu reduzieren.

## Irlands Weg in die Unabhängigkeit (1920–1923)
Erst mit dem Ende der britischen Vorherrschaft über Irland wurden die Penal Laws endgültig beseitigt. So heißt es im Government of Ireland Act von 1920:
Any existing enactment by which any penalty, disadvantage, or disability is imposed on account of religious belief or on a member of any religious order as such shall ... cease to have effect in Ireland.
Allein die Besteigung des britischen Throns war damit Katholiken weiter verwehrt. Gänzlich irrelevant wurden die Penal Laws mit der irischen Unabhängigkeit 1922.